# Terraria
Terraria est un jeu vidéo indépendant de type action-aventure et bac à sable développé par Re-Logic et porté sur Windows, Xbox Live, PlayStation Network, Wii U, Nintendo Switch, Android, iOS et Google Stadia. Le jeu propose d'explorer, de fabriquer des objets, de construire des habitations et de combattre des créatures variées dans un monde en 2D généré aléatoirement. Les musiques du jeu sont principalement composées de chiptunes.
Initialement publié pour Windows le 16 mai 2011, le jeu se vend à plus de 50 000 exemplaires lors de sa première journée d'exploitation, et à 200 000 exemplaires en une semaine, le positionnant ainsi au sommet des ventes sur Steam. À date d'octobre 2024, son nombre de ventes s'élève à 60,7 millions, ce qui en fait alors le septième jeu vidéo le plus vendu de tous les temps.
Le jeu est mis en ligne sur le PlayStation Network, le Xbox Live Arcade et le Nintendo Network, avec du contenu exclusif, à la fin du mois de mars 2013 ; toutefois sa mise en vente pour l'Europe et l'Australie se fait le 15 mai 2013. Le 23 mars 2013, un portage sur PlayStation Vita est annoncé, et la sortie officielle a lieu le 11 décembre 2013. Les versions pour PlayStation 3, Xbox 360 et PlayStation Vita sont développées par le studio néerlandais Engine Software puis par Pipeworks Studio. Terraria sort également sur les téléphones et tablettes iOS le 29 août 2013, et sur Android le 12 septembre 2013. Les versions iOS et Android sont développées par le studio néerlandais Codeglue puis par Pipeworks Studio. Après une courte période en bêta, Terraria sort sur OS X et Linux le 10 août 2015.

## Système de jeu
Terraria est un jeu de type bac à sable, survie en 2D, qui possède un système de jeu basé sur l’exploration, la construction, l'action et le combat,. Le jeu propose des graphismes à base de sprites, qui rappellent les jeux de troisième et quatrième génération, notamment les jeux parus sur Super Nintendo. Terraria possède un style de jeu classique d'exploration et d'aventure similaire à d'autres jeux tel que Minecraft ou Metroid,,.
Le jeu commence dans un monde généré de manière procédurale, où le joueur reçoit trois outils de base : une pioche pour l'extraction, une épée courte pour combattre et une hache pour couper du bois. De nombreuses ressources, notamment des minerais, peuvent être récoltées en piochant dans le sol, ou en explorant des grottes souterraines. Certaines ressources, et la plupart des objets, ne peuvent être trouvés que dans certaines zones de la carte, stockés dans des coffres plus ou moins rares, ou lâchés par certains ennemis sous forme de loot. Le joueur utilise les ressources pour fabriquer de nouveaux objets ou équipements à l'aide d'outils appropriés. Par exemple, les torches peuvent être fabriquées n'importe où à partir de l'inventaire, une porte à l'aide d'un établi, alors que les lingots sont fondus dans le four à partir de minerais. Dans Terraria, beaucoup d'objets nécessitent plusieurs opérations de fabrication successives où certains objets servent d'ingrédient pour en fabriquer d'autres[source secondaire souhaitée].
Le joueur rencontre de nombreux types d'ennemis différents, allant des simples slimes et zombies à des ennemis propres à chaque zone. L'apparition de certains ennemis peut dépendre de plusieurs facteurs comme le moment de la journée, le lieu, les interactions avec le joueur ou encore les évènements aléatoires. Le joueur peut également invoquer de puissants boss ayant des mécaniques de combats spécifiques, comme l’Œil de Cthulhu qui donne des loots rares. Chaque nouvelle carte aura plusieurs zones avec des objets uniques et des ennemis inhabituels, et l'un des deux biomes maléfiques appelés le Carmin (ou Crimson en anglais) et la Corruption. Les deux biomes se propagent à travers le monde et ont leurs propres boss.
En remplissant des objectifs spécifiques, tels que vaincre un boss, ou trouver une arme à feu, le joueur peut attirer des personnages non-joueurs (PNJ) à occuper des structures ou des pièces qu'il a construites, comme un commerçant, une infirmière, un sorcier, guide, magicien, collecteur de taxe, tailleur. Certains PNJ peuvent être recrutés lorsque le joueur les rencontre. Ils viendront alors s'installer dans la maison du joueur. Les personnages peuvent alors acheter ou vendre des objets et certains services à l'aide de pièces récupérées à travers le monde.
En battant un boss appelé le Mur de chair, qui est invoqué en jetant une poupée vaudou dans la lave, le joueur active le mode difficile du jeu: le Hardmode , qui est une version du jeu possédant une difficulté accrue. De nouveaux ennemis plus nombreux et plus puissants apparaissent alors. Cela permet également l'apparition de nouveaux PNJ, de nouveaux objets, de nouveaux boss et des versions plus difficiles des boss normaux. Une part beaucoup plus importante du monde se retrouve corrompue (par la Corruption ou le Carmin), et un nouveau biome, appelé le sacré (Hallow en anglais), émerge et se propage au fil du temps.

### Modes de jeu
Le choix du mode de jeu se fait lors de la création d'un nouveau personnage, quatre modes s'offrent au joueur. En plus de la difficulté du joueur, il est possible de jouer dans un monde avec une difficulté propre à lui sélectionnée depuis l'écran de création de monde.

## Développement
Le développement de Terraria, réalisé par le studio indépendant Re-Logic, débute en janvier 2011 et la première version sort le 16 mai 2011. Le jeu est développé à l'aide d'une implémentation du framework Microsoft XNA : FNA. Re-Logic est alors composé de deux membres : Andrew Spinks, qui programme le jeu et participe au design, et Finn Brice qui s'occupe exclusivement du design du jeu.
En février 2012, les développeurs annoncent qu'ils souhaitent arrêter le développement du jeu, mais qu'ils vont préalablement sortir une version finale corrigeant des bugs. Cependant, le développement reprend en 2013 et la version 1.2 sort le 1er octobre 2013. En parallèle, 505 Games porte Terraria sur plusieurs consoles de jeu avec du contenu inédit, en outre la société ne possède aucun droit sur la version PC. Le 24 janvier 2013, Spinks demande des suggestions de fonctionnalités pour les mises à jour éventuelles de la version PC. Le 3 avril 2013, Spinks affiche un spoiler sur la mise à jour possible pour Terraria, montrant les possibilités de la mise à jour. Bien qu'initialement la sortie est prévue pour juillet 2013, elle est ensuite reportée au 1er octobre 2013,.
La version 1.3 du jeu est sortie le 30 juin 2015, ajoutant de nombreux nouveaux objets, équipements et consommables ainsi qu'un nouvel évènement donnant accès aux équipements et armes les plus puissants du jeu.
Dans une interview d'octobre 2013 par Rock, Paper, Shotgun, Spinks annonce qu'il travaille sur une possible fin de partie pour Terraria, ainsi que sur une éventuelle mise à jour d'Halloween. Il annonce également qu'il envisage une suite, Terraria Otherworld.
Le 12 avril 2018, la suite de Terraria, Terraria: Otherworld, est annulée.
Début 2022, Terraria remporte le Steam Award « Labor of love » 2021, récompensant un jeu, voté par la communauté, ayant été maintenu par ses développeurs au cours des années. À la suite de quoi, une ultime mise à jour est de nouveau annoncée.

### Participation de la communauté
Cette section ne s'appuie pas, ou pas assez, sur des sources secondaires ou tertiaires indépendantes du sujet. Le texte peut contenir des analyses inexactes ou inédites de sources primaires.
Pour l'améliorer, ajoutez-en, ou placez des modèles {{Source secondaire souhaitée}} ou {{Source secondaire nécessaire}} sur les passages mal sourcés. (avril 2022)
Le jeu peut-être customisé par l'ajout de mods (abréviation de modification). Ces mods permettent de rajouter du contenu au jeu (Objets, créatures, minerais...), où d'en modifier le fonctionnement. Ils sont créés et développés par la communauté.
Le jeu ne supporte pas nativement l'installation des mods, mais divers outils ont été mis en place par les joueurs pour en permettre l'installation et le développement[source secondaire souhaitée]. L'un des plus connus[source secondaire souhaitée] se nomme tModLoader, il est développé par des contributeurs bénévoles et la TML team, en open-source sur GitHub. Il est même devenu téléchargeable sur Steam.

## Accueil

### Réception critique
Terraria reçoit un accueil favorable lors de sa sortie sur PC, avec un score de 91/100 attribué par Metacritic, 9/10 pour GameZone, ou encore 18/20 pour Jeuxvideo.com.

### Ventes
Initialement publié pour Windows le 16 mai 2011, le jeu se vend à plus de 50 000 exemplaires lors de sa première journée de sortie, avec plus de 17 000 joueurs simultanément en ligne au plus fort de la journée. En une semaine, le jeu se vend à 200 000 exemplaires, le positionnant ainsi au sommet des ventes sur Steam, devant The Witcher 2 et Portal 2. Le jeu reste au sommet des ventes pendant 6 jours consécutifs après sa sortie. En janvier 2013, plus de 2 000 000 de copies du jeu ont été vendues. En octobre 2024, le nombre de ventes s'élève à 60,7 millions, ce qui en fait à l'époque le septième jeu vidéo le plus vendu de tous les temps.